# APTX4869
APTX4869(APoToXin 4869)는 아오야마 고쇼 만화의 《명탐정 코난》에 나오는 캡슐 형태의 가공의 약이다.

## 약물 소개
- 《명탐정 코난》에 나오는 검은 조직에 소속된 미야노 시호 (쉐리)가 APTX4869를 개발하는데, 시호의 어머니와 아버지가 연구하던 약물을 쉐리가 이어받아 연구하게 된다. 그러나 자신의 친언니이자 검은 조직의 말단 조직원이었던 미야노 아케미 (안재희)가 진에 의해 살해당하자 쉐리는 조직에게 반항을 하게 된다. 그 후 쉐리가 조직에서 탈출하자 약의 연구가 중단되었다. 약의 코드 네임인 4869를 일본식 말 맞추기로 해석하면 셜록 홈즈의 '셜록'이 발음이 되는데, 조직은 따로 이 약을 미완의 명탐정으로 부르기도 한다. 왜냐하면 약의 정보가 담긴 보안 문서에 접근시키는 비밀번호가 셜록 홈즈가 완성되기 전의 가명인 'Shelling Ford'로 설정되어 있기 때문이다.

- 성인의 몸을 어린이의 몸으로 어려지게 만드는 부작용이 있다. 원래 이 약은 독약으로서 제약(劑藥)된 것이 아니고, 다른 어떠한 효과를 요구해 만들어졌다. 제작자인 하이바라 아이도 ‘독을 만들 생각은 없었다.’고 말하고 있다. 하지만, 이 약이 체내로부터 독물 반응이 나오지 않는다고 하는, 완전 범죄가 가능한 독약이라고 생각한 조직은 급히 용도를 바꾸어 개발이 진행된다. 생쥐 실험을 한 결과 대부분은 죽었지만 일부는 사망하지 않고 유아화하는 사례를 쉐리는 알고 있었지만 상부에 보고하지 않는다. (쉐리가 탈출하고 나서 코난과 아가사 박사에게 간 이유는 코난이 자신과 같이 APTX 4869를 먹고 유아화가 된 상황이기 때문에 자신을 이해해줄 것이라고 생각했기 때문)

- 조직은 APTX4869가 유아화의 효과가 있는 점도 알지 못한 채 암살 용도로서 사용하기 시작한다. 조직은 동물 실험과 생체실험을 통해 약의 효능을 확인하는데, 생체 실험 대상자 중 하나가 쿠도 신이치이었다. 검은 조직은 놀이동산의 '제트 코스터'에서 일어난 사건의 영향으로 인해 경찰이 주위에 있을 것을 우려해, 권총이 아닌 완전한 독약이라고 믿던 APTX4869를 신이치에게 먹였다. 쿠도 신이치 후에도 조직의 암살에 사용된 흔적이 있었으며 대부분의 복용자는 사망했다.

- 원래 신이치의 보고서에는 확인 불명으로 되어 있었지만 조직원이던 쉐리가 ‘연구에 흥미를 느낀다.’란 생각이 들어 조직에 보고할 때 사망한 것으로 처리한다. 한편, 약 때문에 어린이의 몸을 갖게 된 쿠도 신이치는 어린이 에도가와 코난 행세를 하는데, 이러한 사실을 아는 사람은 소수이다.[2] 그 후에 쉐리는 자신의 언니를 살해한 조직에 반항한 이유로 독방에 감금된다. 이 때, 몰래 가지고 있던 APTX를 자살을 시도하기 위해 먹게 되었으나, 어린이가 되어 작은 쓰레기 배출구로 탈출하였다.

## 효능
작품에서 APTX4869는 체내에 세포예정사(Programmed cell death)인 아포토시스(apoptosis)를 유도해, 촉진제(텔로머레이스)의 활성에 의해서 독성세포의 증식 능력을 높인다고 하였다. 또 투여하였을 경우, 보통은 사망에 이르게 하면서도 시체에선 아무런 약물이 검출되지 않는다고 하였다. 다만, 극히 보기 드물게 부작용(Side-effect)으로 신경 조직을 제외한 골격·근육·내장·체모 등의 모든 세포가 유아기의 무렵까지 퇴행할 수 있다고 한다.
또한  내용은 과학적으로 사실이며 아포토시스 현상은 인체의 하나의 세포(단위세포) 내에서 자연스레 일어나는 '세포의 자살'현상이다. 또, 실제로 'APTX'의 약어를 사용하고 있는 아프라탁신(Aprataxin)이라는 물질 역시 '단백질을 발현(translation)시키는 인간의 유전자'로 오히려 작품에서 가정하고 있는 성분과는 정반대의 물질이다. 결과적으로 'APTX'라는 약어를 가진 실제 약물로 현상을 시각적으로 보여주었다고 보면 된다.

### 해독 방법
현재는 해독 방법이 나와 있지 않지만 우연히, 실험을 통해 쿠도 신이치는 5번, 미야노 시호는 2번 원래 몸으로 돌아온 적이 있다. 파이칼과 감기가 걸린 상태에서 어떠한 인자를 넣으면 해독된다는 사실을 발견하였지만, 아직 그 인자는 찾지 못했다. 또한 해독제를 계속 복용해 그것에 내성이 생겨 첫 복용 때에는 24시간을 유지하던 해독 작용의 능력이 재 복용 시에는 최소 4시간으로 떨어지는 부작용이 생겼으며 그 4시간마저도 불안정한 상태해 오히려 유아화가 빨라지는 역효과가 나타나게 되었다.

### 해독 사례
원작 내에서의 사례
1. 코난이 독감에 걸린 상태에서 파이칼을 우연히[5] 마셔서 원래대로 몸이 돌아온 상태에서 핫토리군이 추리한 내용의 오류를 즉시로 밝혀내었지만 란과는 많은 대화를 나누지 못하고 정체를 숨기려 잠시 피신하게 된다.
2. 하이바라 아이가 코난의 지시에 의해 파이칼을 마시고 시호의 몸으로 돌아갔으며 진의 총구를 피하여 몸을 숨긴 시호의 모습을 알아본 피스코가 그를 죽이려 하나 진의 저격을 받고 결국 최후를 맞이하게 된다.
3. 모리 란이 코난의 정체를 의심하게 되자 하이바라의 제안으로 쿠도 신이치로 돌아왔으나 살인 사건에 심취하여 결국 마음을 고백하지 못하고 시간 제한에 걸려 코난으로 돌아가 모리 란에게 찾아갔다.[6]
4. 아가사 박사가 감기약으로 잘못 알고 그 시험판을 코난에게 건네주었다.[7] 그것을 복용한 코난은 약 하루 동안 원래의 몸으로 돌아갔으며 쿠도 신이치의 몸으로 어떤 사건을 맞이하게 된다.
5. 그 직후에 한층 더 시험판을 복용해 원래의 몸으로 돌아갔으나, 내성 때문에 겨우 약 4시간 정도만 신이치의 몸이었고 그 4시간마저도 어떤 사건으로 인해 모두 소진했다.[8]
6. 영국에 가고자 코난이 하이바라의 의견을 받아들여 쿠도 신이치로 변해 런던에 가기 위하여 약을 복용하게 된다. 그로 인해 모리 부녀와는 따로 가되 아가사 박사가 만일을 위해 동행하게 된다.[9]
7. 사건을 풀고자 쿠도 신이치로서 란에게 전화를 하다가 영국에 있는 사실을 란에게 들키게 되자 출국하기 위해 먹어야 할 약을 복용하여 쿠도 신이치로서 란 앞에 등장하게 된다.[10]
8. 모든 사건이 마무리된 후에 쿠도 유키코를 통하여 하이바라가 준 알약을 받게 된 코난은 일본으로 귀국하기 위해 알약을 복용하여 쿠도 신이치로서 무사히 귀가하게 된다.[11]
9. 하이바라가 친구들을 구하기 위해 해독제를 먹고, 시호가 되는데 그 때 죽은 피해자의 옷을 빌려 입었다. 이러한 사실이 사진을 통해 공개되어 검은 조직이 움직이는 계기를 만들어 준다.

원작 외에서의 사례
1. 명탐정 코난 OVA 〈코난 VS 키드 VS 야이바 보검 쟁탈전〉(2000년)
  - 야이바의 할머니께서 주시는 정체 불명의 약물을 마시고 모리 코고로, 핫토리 헤이지로 변하고 괴도 키드로 오인받은 후에야 쿠도 신이치로 변하게 된다. 그러나 이 내용은 미츠히코가 빌려준 <YAIBA>라는 만화책을 읽은 코난이 잠자는 동안 꿈을 꾼 것으로, 실제로 몸이 돌아온 것은 아니었다.
2. 명탐정 코난 극장판 7기 〈미궁의 십자로〉(2003년)
  - 핫토리 헤이지를 대신하여 모리 란을 구출하러 하이바라에게 부탁해 얻은 알약을 먹고 쿠도 신이치로서 모리 란의 면전에 나타나게 된다. 다만 이 이야기는 극장판 속의 내용이므로 단행본 내용에는 포함되지 않는다.
3. 명탐정 코난 드라마 스폐셜 〈쿠도 신이치의 부활! 검은 조직과의 대결〉(2007년)
  - 파티장의 케이크에 섞인 알콜 성분으로 인해 코난은 쿠도 신이치로, 하이바라는 미야노 시호로 돌아온 적이 있다. 그럼에도 모리 란은 코난과 쿠도 신이치, 하이바라와 미야노 시호가 동일한 인물임을 몰랐다.
4. 명탐정 코난 OVA 〈10년 후의 이방인〉(2009년)
  - 하이바라를 설득해 얻은 알약이 몸의 고열과 결합해 쿠도 신이치로서 4시간 동안 존재하도록 만들었다. 그러나 신이치는 혼수상태에서 코난의 상태로 10년이 지난 후의 상황을 경험하게 된다.

## 같이 보기
- 하이바라 아이
- 검은 조직
- 쿠도 신이치